# پل هاروی (بازیگر)
پل هاروی (انگلیسی: Paul Harvey؛ ‏ ۱۰ سپتامبر ۱۸۸۲ – ۵ دسامبر ۱۹۵۵) بازیگر اهل ایالات متحده آمریکا بود.
از فیلم‌ها یا برنامه‌های تلویزیونی که وی در آن نقش داشته است، می‌توان به سوارکاری در اوج، سابرینا، کسی دختر مرا دیده؟، طلسم‌شده، سرچشمه، آریزونا، ده فرمان، پدر عروس، جنوبی، خانه روتشیلت، خواهران، الجزایر، عشق‌بازی‌های چلینی، ترانه ۱۹۳۶ برادوی، برادوی بیل، مردگان متحرک، مریلند و به دلت بد نیار اشاره کرد.

## بیوگرافی
هاروی در بسیاری از فیلم‌های هالیوود نقش‌های فرعی داشت،  که اغلب مدیران باوقار یا شخصیت‌های قدرتمند را به تصویر می‌کشید.